# Марку-ди-Канавезиш
Ма́рку-ди-Канаве́зиш (порт. Marco de Canaveses ['maɾku dɨ kɐnɐ'vezɨʃ]) — город в Португалии, центр одноимённого муниципалитета в составе округа Порту. По старому административному делению входил в провинцию Дору-Литорал. Входит в экономико-статистический субрегион Тамега, который входит в Северный регион. Численность населения — 9 тыс. жителей (город), 54 тыс. жителей (муниципалитет) на 2004 год. Занимает площадь 202 км².
Покровителем города считается Дева Мария (порт. Maria).
Праздник города — 8 сентября.

## Расположение
Город расположен в 39 км на восток от адм. центра округа города Порту.
Муниципалитет граничит:
- на севере — муниципалитет Амаранте
- на востоке — муниципалитет Байан
- на юге — муниципалитет Синфайнш
- на юго-западе — муниципалитет Каштелу-де-Пайва
- на западе — муниципалитет Пенафиел

## История
Город основан в 1852 году.
С 1983 по 2005 мэром города был известный консервативный политик Авелину Феррейра Торреш.

## Население
| Численность населения муниципалитета по годам | Численность населения муниципалитета по годам | Численность населения муниципалитета по годам | Численность населения муниципалитета по годам | Численность населения муниципалитета по годам | Численность населения муниципалитета по годам | Численность населения муниципалитета по годам | Численность населения муниципалитета по годам |
| --------------------------------------------- | --------------------------------------------- | --------------------------------------------- | --------------------------------------------- | --------------------------------------------- | --------------------------------------------- | --------------------------------------------- | --------------------------------------------- |
| 1864                                          | 1900                                          | 1930                                          | 1960                                          | 1981                                          | 1991                                          | 2001                                          | 2004                                          |
| 23 820                                        | 28 188                                        | 32 354                                        | 39 270                                        | 46 131                                        | 48 133                                        | 52 419                                        | 53 961                                        |

## Состав муниципалитета
В муниципалитет входят следующие районы:
| - Алпендурада-и-Матуш - Ариш - Авессадаш - Банью-и-Карвальоза - Конштансе - Фавойнш - Фольяда - Форнуш - Фрейшу - Магрелуш | - Маньунселуш - Маурелеш - Паредеш-де-Виадореш - Пасуш-де-Гайолу - Пенья-Лонга - Риу-де-Галиньяш - Розен - Санде - Санту-Изидору - Соальяйнш | - Собретамега - Сан-Лоренсу-ду-Дору - Сан-Николау - Табуаду - Торран - Тотоза - Вила-Боа-де-Киреш - Вила-Боа-ду-Бишпу - Варзеа-да-Овелья-и-Аливиада - Варзеа-ду-Дору |